# Europa Occidental

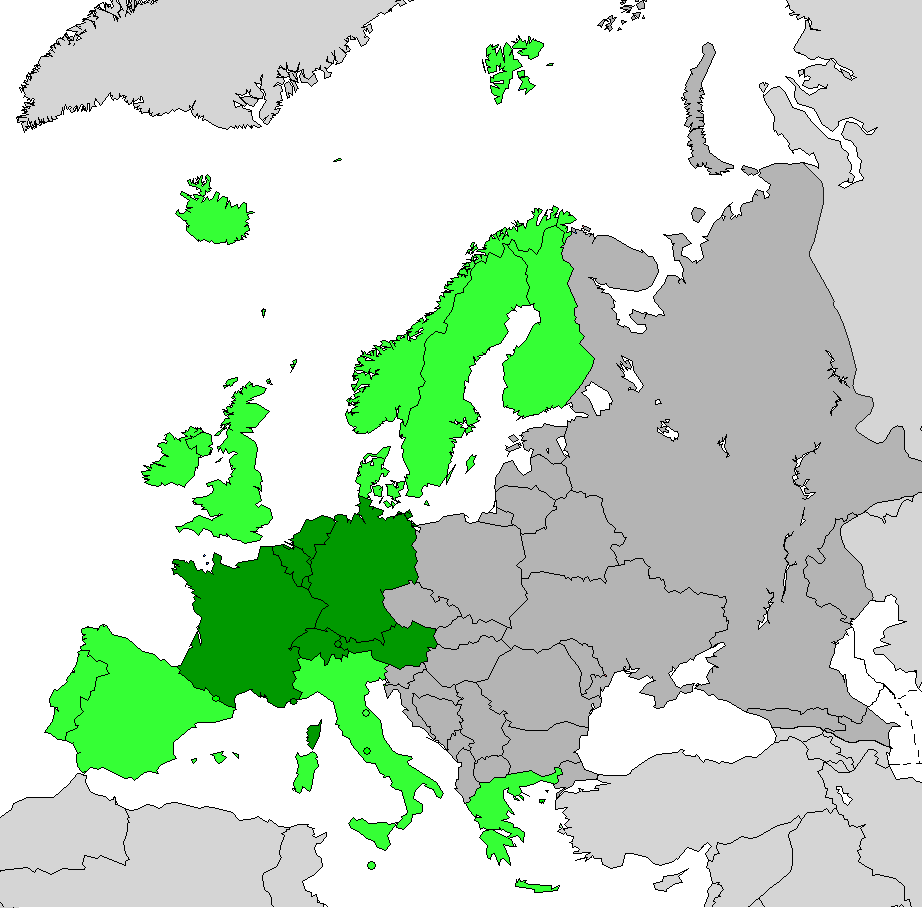
Mapa de Europa Occidental. En verde oscuro según el geoesquema de la ONU, en verde en general según el concepto tradicional.

Europa Occidental es una región o subregión de Europa, cuya definición depende del uso, del contexto o del concepto que adopte un determinado organismo. Durante la época de la Ilustración se creó el concepto de Europa Oriental o Europa del Este, lo que devino en la creación del concepto de Europa Occidental por oposición.
Limita al noroeste con el canal de la Mancha que lo separa de Gran Bretaña, y con el mar del Norte, al noreste con el mar Báltico, al este con Europa Oriental, al sur con los Alpes, el sudeste con la península balcánica, al suroeste con el mar Mediterráneo y con los Pirineos que lo separan de la península ibérica y a Oeste con el océano Atlántico.
Actualmente, los conceptos más relevantes son los siguientes:

## Europa Occidental en geopolítica
Al término de la Segunda Guerra Mundial, Europa quedó dividida en dos áreas de influencia bien definidas, en donde la apodada «cortina de hierro» o «telón de acero» separó a una Europa Oriental o «Bloque del Este», que quedó bajo la influencia de la Unión Soviética y el Pacto de Varsovia, de una Europa Occidental bajo la influencia de Estados Unidos y la OTAN (excepto Turquía).
Es de notar que lingüísticamente, en Europa Occidental predominan las lenguas indoeuropeas de centum como las lenguas romances, celtas, germánicas y el griego. En el ámbito religioso esta parte de Europa es de tradición cristiana, principalmente en sus vertientes católica y protestante.

## Otros aspectos

### División interna la ONU
El geoesquema de la ONU divide a los países del mundo de acuerdo con un sistema que facilita la identificación de una área geográfica concreta. Su clasificación por tanto ni es cultural ni coincide muchas veces con las interpretaciones mayoritarias, sirviendo sobre todo para definiciones estructurales internas. Europa Occidental, una de las 22 subregiones de esta división, solo incluye a nueve países: Alemania, Austria, Bélgica, Francia, Liechtenstein, Luxemburgo, Mónaco, Países Bajos y Suiza. 
Limita con Europa Septentrional, Europa Oriental y Europa Meridional.